# Harald Krüger
Harald Krüger, né le 13 octobre 1965 à Fribourg-en-Brisgau, Bade-Wurtemberg, est un homme d'affaires et chef d'entreprise allemand. Il est PDG du Groupe BMW de mai 2015 à août 2019.

## Biographie
Harald Krüger a étudié le génie mécanique à l'université technique de Brunswick et à l'université technique de Rhénanie-Westphalie et a obtenu son diplôme en génie mécanique et ingénierie en 1991. De 1991 à 1992, il a été assistant de recherche à l'Institut de dynamique des systèmes de vol du centre allemand de l'aéronautique et de l’astronautique.
En 1992, il entre chez BMW en tant que stagiaire dans la planification technique. De 1993 à 1995, il est ingénieur de projet dans la construction de l'usine BMW de Spartanburg, aux États-Unis. De 1995 à 1997, il est directeur du personnel pour la construction de prototypes au Centre d'innovation et de recherche de Munich.
De 1997 à 2000, Krüger dirige le département Planification stratégique de la production. En 2000, il est nommé à la tête du département Stratégies de communication et de production. En 2003, il dirige la production de moteurs en Angleterre, à Hams Hall. De 2007 à 2008, Krüger dirige le secteur d'intégration technique.
Le 1er décembre 2008, Krüger est nommé directeur des ressources humaines au sein du conseil de surveillance de BMW. Le 1er avril 2012, il prend la gestion de MINI, BMW-Motorrad, Rolls-Royce et de l'après-vente du Groupe BMW. Du 1er avril 2013 au 11 mai 2015, il est directeur général chargé de la production.
Le 13 mai 2015, l'Assemblée générale du Groupe BMW l'élit au poste de Président du directoire de la société, en remplacement de Norbert Reithofer.
Lors du salon de Francfort 2015, Harald Krüger fait un malaise durant une présentation sur le stand de sa marque en plein discours. Lorsqu'il tombe par terre, ses gardes du corps le récupèrent et l'emmènent dans les coulisses. Une heure plus tard, un communiqué de presse annonce que le malaise de Mr. Krüger n'est pas grave et qu'il se repose.
Le 16 août 2019, il est remplacé par Oliver Zipse à la direction du groupe BMW.